# Cilunculus crinitus
Cilunculus crinitus is een zeespin uit de familie Ammotheidae. De soort behoort tot het geslacht Cilunculus. Cilunculus crinitus werd in 1991 voor het eerst wetenschappelijk beschreven door Stock. 